# Łapino
Łapino (kaszb. Łôpino lub Gduńsczé Łôpino, niem. Lappin) – wieś w Polsce położona w województwie pomorskim, w powiecie gdańskim, w gminie Kolbudy na turystycznym szlaku Wzgórz Szymbarskich i nad Radunią. Łapino leży na trasie nieczynnej linii kolejowej Pruszcz Gdański-Żukowo.
Wieś duchowna, należąca do szpitala Św. Elżbiety w Gdańsku położona była w drugiej połowie XVI wieku w powiecie gdańskim województwa pomorskiego. W latach 1945–1998 miejscowość należała do województwa gdańskiego.
Dawniej miejscowość była administracyjnie podzielona na dwie części Łapino Dolne i Łapino Górne.
W miejscowości znajduje się udostępniona okazjonalnie do zwiedzania papiernia z 1877 roku, czynna do 2011 roku, z zachowanymi holendrami z 1915 r. oraz maszynami papierniczymi. W skład kompleksu wchodzi także zachowana częściowo kuźnia oraz stara kotłownia z 1925 roku z zabytkowym piecem, w którym w latach 80. i 90. palono zarekwirowane narkotyki oraz akta i dokumenty służb bezpieczeństwa. W budynkach dawnej fabryki zgromadzono zbiory techniki rolniczej i motoryzacyjnej. Obecnie planowane jest przekształcenie obiektu w muzeum.
W 2000 roku „Towarzystwo Inwestycyjne” rozpoczęło w Łapinie budowę osiedla domów jednorodzinnych Hajduczek – Willowe wzgórza. Obecnie trwa budowa kolejnych budynków.
Znajduje się tu wybudowana w latach 1925–1927 jedna z elektrowni wodnych tworzących kaskadę Raduni.

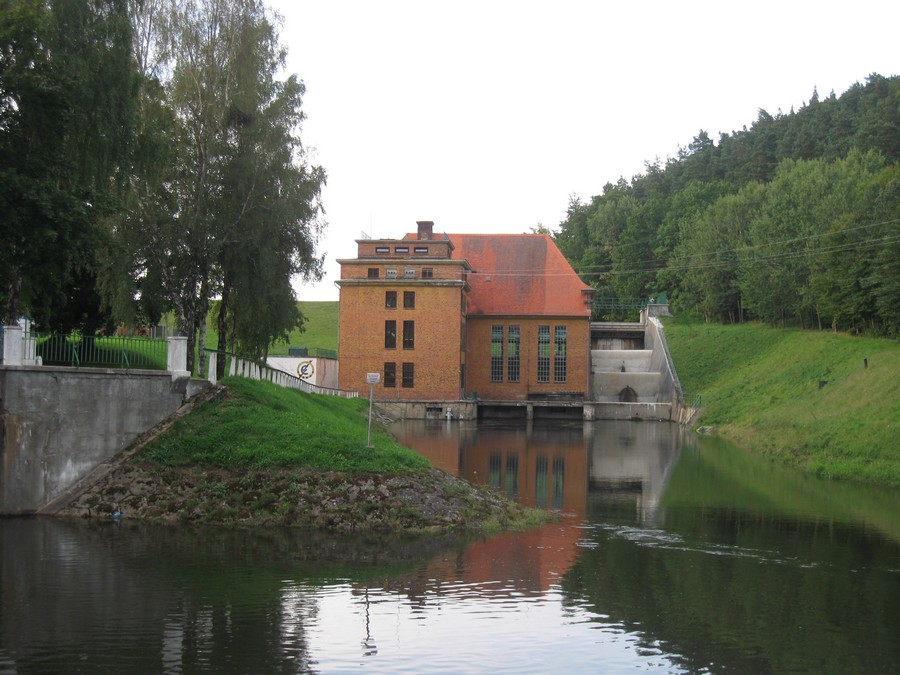
Elektrownia wodna

## Elektrownia wodna[7]

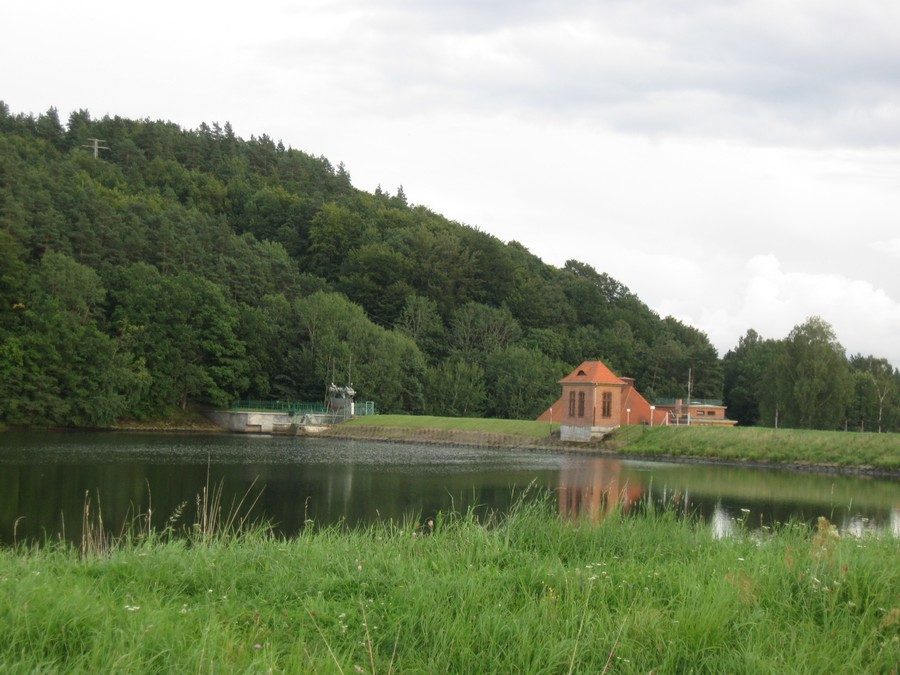
Widok na elektrownie od strony zalewu

Elektrownię Wodną Łapino wybudowano w 1927 roku jako piątą elektrownię wodną na Raduni. Właścicielem nowej elektrowni był Senat Wolnego Miasta Gdańska, choć pierwotnym inwestorem przedsięwzięcia był Ferdynand Schichau. Po przegranym procesie o Radunię zmuszony był oddać inwestycję Senatowi WM Gdańska. Jest elektrownią derywacyjną zbiornikową ze zbiornikiem o wyrównaniu półdobowym. Zbiornik wypełnia naturalną dolinę Raduni. W wyniku budowy zapory i spiętrzenia rzeki pod wodą znalazła się stara papiernia, tartak, las, droga oraz kilka zabudowań gospodarczych. Woda spiętrzona w zbiorniku za pomocą rurociągu żelbetowego biegnącego przez korpus zapory jest kierowana do turbin. W budynku elektrowni rurociąg żelbetonowy przechodzi w stalowy, który rozprowadza wodę do dwóch turbin. Turbiny te wyprodukowały zakłady Schichau Elbing (Elbląg) w 1925 roku.
W elektrowni Łapino prawdopodobnie po raz pierwszy na ziemiach polskich zastosowano rurociągi stalowe spawane elektryczne, zaledwie w kilka lat po wynalezieniu tej metody. W elektrowni zainstalowana jest trzecia turbina, czynna do dziś – o mocy 7 kW. Turbina potrzeb własnych elektrowni.

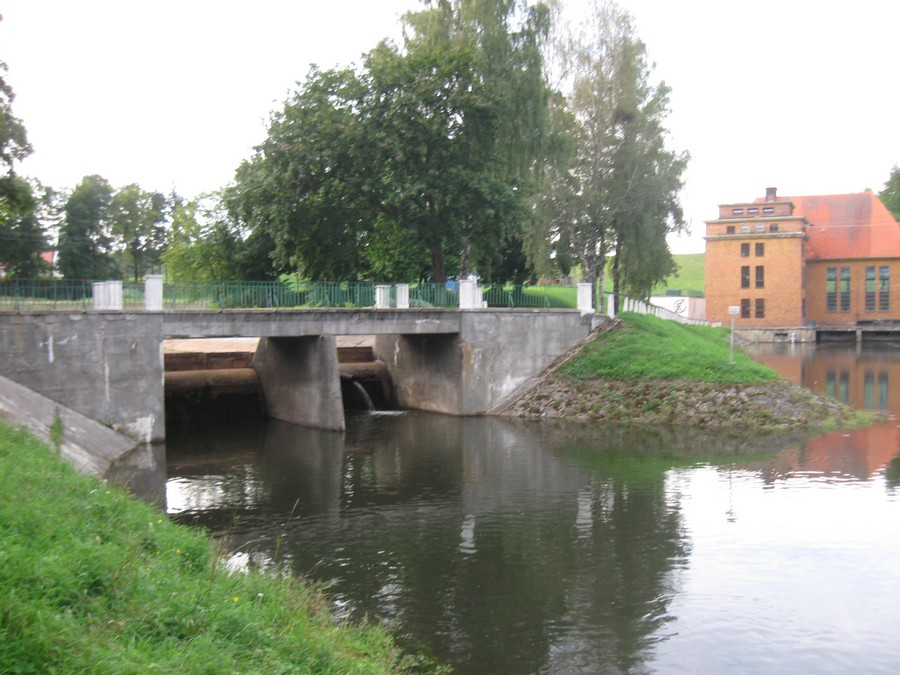
Jaz burzowy

Niezwykle oryginalnym i unikatowym urządzeniem inżynierskim jest jaz burzowy, znajdujący się po lewej stronie elektrowni. Jaz ma zamknięcie segmentowe samoczynne z przeciwwagą. Podobne zamknięcia jazów stosowano w elektrowniach szwajcarskich i hiszpańskich na początku lat dwudziestych. Jaz wyposażony jest dodatkowo w klapę lodową. Poniżej jazu znajduje się czterostopniowa kaskada odprowadzająca wodę do kanału odpływowego elektrowni.

### Dane techniczne[7][8]
- średni przepływ: 5,18 m³/s
- moc instalowana: 2900 kW
- przełyk instalowany: 22,07 m³/s
- rzędna piętrzenia: 99,80 m n.p.m.
- spad: 13,8 m
- średnia roczna produkcja: 4,19x106 kWh
- ilość turbozespołów: 2

Inne miejscowości o nazwie Łapino: Łapino Kartuskie

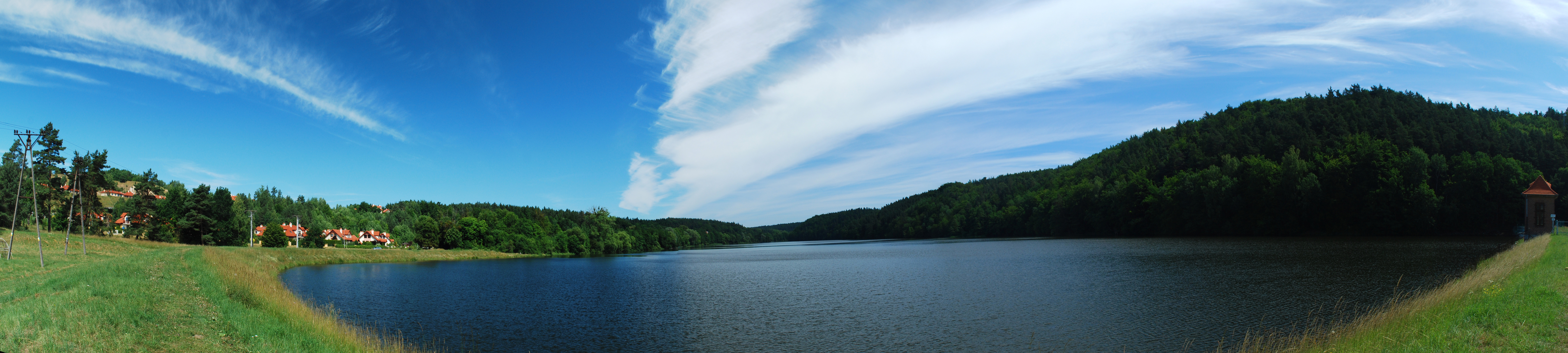
Kaskada na Raduni